# Dez Fafara
Bradley James 'Dez' Fafara (né le 12 mai 1966) est le chanteur des groupes DevilDriver et Coal Chamber.

## Biographie
La famille de Dez est d'origine italienne. Son père, Tiger Fafara, était un enfant-acteur de la sitcom Leave It to Beaver, jouant le personnage "Tooey Brown." Il souffre depuis son enfance, de TDAH ainsi que d'agoraphobie,.
La femme de Dez, Anahstasia, apparaît sur la pochette du second album de Coal Chamber: Chamber Music. Il a trois fils : Tyler, Simon et Kaleb. "Tyler's Song", de l'album Chamber Music, a été écrit pour Tyler. On peut entendre Simon sur le troisième album de DevilDriver, The Last Kind Words (2007), pendant la chanson Tirades Of Truth, sur les deux dernières lignes de refrain.

## Coal Chamber
Dez a réalisé un total de 3 albums avec Coal Chamber, avant que le groupe ne se sépare en 2003, peu après que Dez ne forme son groupe actuel DevilDriver.
En 2011, le site officiel du groupe annonce l'intention du groupe de se reformer.
En 2013, le quatuor tourne aux États-Unis ainsi qu'en Europe, notamment au HellFest et sort un album (Rivals) en 2015.

## DevilDriver
Dez a réalisé 6 albums studio avec DevilDriver : DevilDriver (2003), The Fury of Our Maker's Hand (2005), The Last Kind Words (2007), Pray For Villains (2009), Beast  (2011), Winter Kills (2013), et Trust no one (2016).

## Sur Scène
Frontman d'exception, Dez fait preuve sur scène d'une grande énergie et d'endurance malgré son âge. Il est capable de tenir des notes en "growl" sur de longues durées, et fait montre d'une puissance vocale étonnante. 

À chaque concert, il demande au moins une fois à la foule de faire des Circle pit, dont DevilDriver détient d'ailleurs le record du plus grand Circle pit (au Download Festival 2007). Il insiste cependant, à chaque fois, sur le fait de ne pas piétiner les autres, et de relever ceux qui tombent.

S'il ne parle pas énormément, il aime le contact avec la foule, et dans les petites salles, va souvent serrer la main aux fans et aide même les slammeurs à monter sur scène ou à reprendre pied.

## Compilations/Collaborations
Dez apparaît sur plus de 12 bandes originales de films, notamment Scream 3. Il a aussi collaboré avec Ozzy Osbourne pour un remake de "Shock the Monkey", une chanson reprise de Peter Gabriel, que l'on peut entendre sur l'album Chamber Music.
Dez a participé à la compilation Roadrunner United, l'album anniversaire (25 ans) du label Roadrunner Records. La chanson, "Baptized In The Redemption", réuni Dez au chant avec Dino Cazares (Fear Factory), Andreas Kisser (Sepultura), Paul Gray (Slipknot) et Roy Mayorga (Stone Sour, ex-Soulfly). Dez a travaillé avec Nikki Sixx (Mötley Crüe) pour la chanson "Where is God Tonight?". Dez a aussi travaillé avec Phil Anselmo (Pantera, Down, Superjoint Ritual) sur le side project Viking Crown.

## Tatouages
Dez a eu son premier tatouage à l'âge de 16 ans. Il en a maintenant beaucoup, notamment un tribal sur son menton, sur son torse (Nightmare Before Christmas). On peut voir les logos de DevilDriver et de Coal Chamber sur ses bras.